# Leichtathletik-Europameisterschaften 1971/Dreisprung der Männer

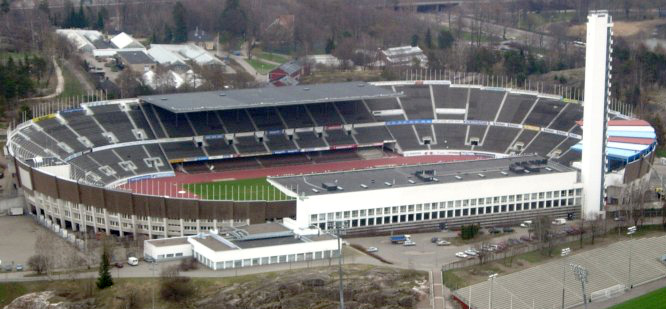
Das Olympiastadion von Helsinki im Jahr 2005

Der Dreisprung der Männer bei den Leichtathletik-Europameisterschaften 1971 wurde am 14. und 15. August 1971 im Olympiastadion von Helsinki ausgetragen.
Europameister wurde der DDR-Athlet Jörg Drehmel. Er gewann vor dem sowjetischen Titelverteidiger und Olympiasieger von 1968 Wiktor Sanejew. Bronze ging an den Rumänen Carol Corbu.

## Bestehende Rekorde
| Weltrekord           | 17,40 m | Pedro Pérez Dueñas | Cali, Kolumbien         | 5. August 1971     |
| Europarekord         | 17,39 m | Wiktor Sanejew     | OS Mexiko-Stadt, Mexiko | 17. Oktober 1968   |
| Meisterschaftsrekord | 17,34 m | Wiktor Sanejew     | EM Athen, Griechenland  | 17. September 1969 |

Der bestehende EM-Rekord wurde bei diesen Europameisterschaften nicht erreicht.

## Qualifikation
14. August 1971, 11:00 Uhr
Achtzehn Teilnehmer traten in zwei Gruppen zur Qualifikationsrunde an. Neun Athleten (hellblau unterlegt) übertrafen die Qualifikationsweite für den direkten Finaleinzug von 16,20 m. Damit war die Mindestanzahl von zwölf Finalteilnehmern nicht erreicht. Das Finalfeld wurde mit den drei nächsten bestplatzierten Sportlern (hellgrün unterlegt) auf zwölf Springer aufgefüllt. So reichten für die Finalteilnahme schließlich 16,10 m.
Soweit bekannt ist die Gruppenzugehörigkeit der Dreispringer in der folgenden Übersicht mit aufgelistet.
| Platz | Name                       | Nation           | Gruppe | Weite (m) |
| ----- | -------------------------- | ---------------- | ------ | --------- |
| 1     | Wiktor Sanejew             | Sowjetunion      | B      | 16,99     |
| 2     | Jörg Drehmel               | DDR              | A      | 16,83     |
| 3     | Michael Sauer              | BR Deutschland   | A      | 16,50     |
| 4     | Joachim Kugler             | BR Deutschland   | B      | 16,47     |
| 5     | Giuseppe Gentile           | Italien          | B      | 16,46     |
| 6     | Luis Felipe Areta Sampériz | Spanien          | B      | 16,41     |
| 7     | Václav Fišer               | Tschechoslowakei | A      | 16,32     |
| 8     | Józef Szmidt               | Polen            | B      | 16,27     |
| 9     | Heinz-Günter Schenk        | DDR              | B      | 16,23     |
| 10    | Gennadi Bessonow           | Sowjetunion      | A      | 16,19     |
| 11    | Carol Corbu                | Rumänien         | A      | 16,12     |
| 12    | Hennadij Sawlewytsch       | Sowjetunion      | A      | 16,10     |
| 13    | Kristen Fløgstad           | Norwegen         | k. A.  | 15,93     |
| 14    | Pentti Kuukasjärvi         | Finnland         | k. A.  | 15,83     |
| 15    | Serge Firca                | Frankreich       | k. A.  | 15,79     |
| 16    | Milan Spasojević           | Jugoslawien      | k. A.  | 15,61     |
| 17    | Henrik Kalocsai            | Ungarn           | k. A.  | 15,56     |
| 18    | Aşkın Tuna                 | Türkei           | k. A.  | 15,39     |

## Finale
15. August 1971
In der folgenden Übersicht ist die zur Bestweite zugehörige Windunterstützung mit aufgeführt.

Anmerkung dazu:
Zur Anerkennung von Rekorden oder einer Leistung in Bestenlisten ist eine maximale Windunterstützung von 2,0 m/s erlaubt.

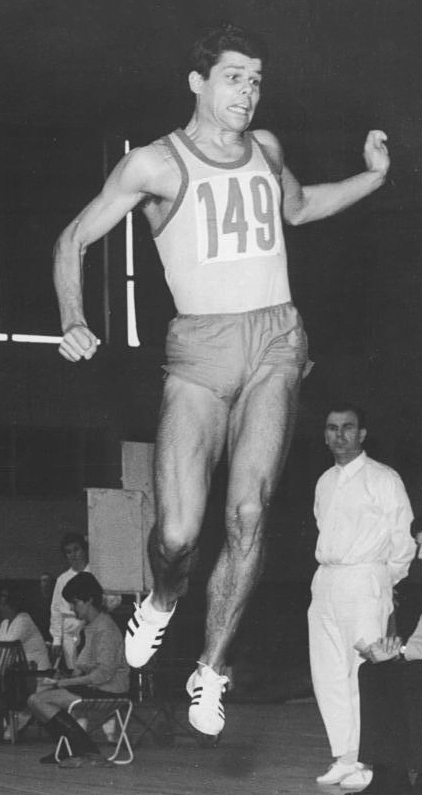
Der EM-Sechste von 1969 Jörg Drehmel wurde überraschend Europameister vor dem Topfavoriten Wiktor Sanejew
Der Olympiasieger von 1968 und Titelverteidiger Wiktor Sanejew (hier auf einer abchasischen Briefmarke) wurde Vizeeuropameister
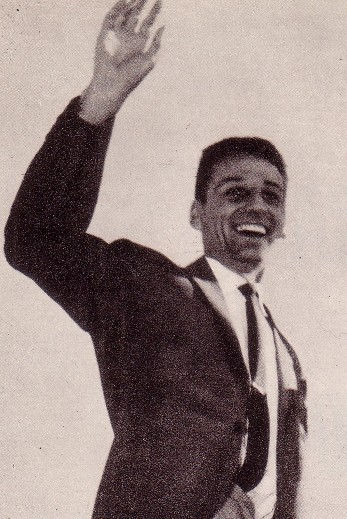
Józef Szmidt, Olympiasieger von 1960 und 1964, erreichte Platz elf

| Platz | Name                       | Nation           | Weite (m) Wind (m/s) |
| 1     | Jörg Drehmel               | DDR              | 17,16 w / +3,7       |
| 2     | Wiktor Sanejew             | Sowjetunion      | 17,10 w / +3,0       |
| 3     | Carol Corbu                | Rumänien         | 16,8700 / NWI        |
| 4     | Michael Sauer              | BR Deutschland   | 16,5800 / +1,0       |
| 5     | Václav Fišer               | Tschechoslowakei | 16,39 w / +2,9       |
| 6     | Heinz-Günter Schenk        | DDR              | 16,38 w / +2,2       |
| 7     | Gennadi Bessonow           | Sowjetunion      | 16,2600 / +1,8       |
| 8     | Hennadij Sawlewytsch       | Sowjetunion      | 16,24 w / +3,2       |
| 9     | Joachim Kugler             | BR Deutschland   | 16,1200 / +0,9       |
| 10    | Luis Felipe Areta Sampériz | Spanien          | 15,81 w / +2,8       |
| 11    | Józef Szmidt               | Polen            | 15,6200 / +1,1       |
| 12    | Giuseppe Gentile           | Italien          | 14,0000 / NWI        |

## Video
- EUROPEI DI HELSINKI 1971 TRIPLO DREHMEL, youtube.com, abgerufen am 28. Juli 2022